# Дворец Худояр-хана
Дворе́ц Худоя́р-ха́на (Кокандская урда́) (узб. Xudoyorxon saroyi) — бывший ханский дворец в Коканде, Узбекистан.
Седьмой ханский дворец, выстроенный при Худояр-хане, правившем Кокандским ханством с 1845 по 1875 год. Внесён в список мирового исторического наследия и является памятником истории и культуры Узбекистана. В нём расположен Кокандский краеведческий музей, знакомящий посетителей с историей края и дворца.

## Строительство
Строительство дворца начато во время правления Мухаммада Алихана, до появления на свет Худояр-хана. В 1822 году в 14 лет он взошёл на трон, частью государственных дел от его имени стала управлять его мать Надира, известная узбекская поэтесса и покровительница науки и искусства. При ней и было начато возведение дворца. По неизвестным причинам строительство дворца вскоре было приостановлено. Оно возобновилось в 1863 году при Худояр-хане. Дворец строился в течение четырёх лет.
Руководил строительством дворца при Худояр-хане зодчий мастер Мир Убайдулло Мухандис. В отделочных работах участвовали лучшие мастера из разных городов ханства и Кашгара, а керамические изразцы для оформления фасада выполнили ремесленники из Риштана — древнего центра керамики.

## История
В 1876 году дворец был захвачен вошедшей в Коканд Русской императорской армией. Кокандское ханство пало, во дворце расположился русский гарнизон. После здесь были открыты мужская и женская церковно-приходские школы и в тронном зале расположилась православная церковь.
После Октябрьской революции, в 1920-е годы, здесь расположилось правление Кошчи — массовой организации трудящегося крестьянства. В 1924 году во дворце была открыта сельскохозяйственная выставка Ферганской области, а через год в 1925 году на базе этой выставки решено было открыть Кокандский краеведческий музей. В годы Второй мировой войны во дворце располагался военный госпиталь.

### Реставрация
В 2009 году началась реставрация дворца. Полностью завершена реставрация правой части фасада главного здания. Изначальную яркость цветов приобрёл орнамент, украшающий стены малого и большого тронных залов, а также других комнат. Мастера резьбы по дереву заново создали несколько новых дверей и восемь колонн. Была улучшена инфраструктура музея.
В 2011 году, согласно Постановлению Президента Республики Узбекистан «О мерах по коренному улучшению архитектурного облика и городской инфраструктуры г. Коканд», была запланирована вторая реставрация дворцового комплекса с благоустройством площади. Были устроены металлические ограждения с национальным орнаментом по периметру дворца, снесена северо-западная часть дворца и переоснащён краеведческий музей.

## Описание
Общая площадь дворца составляет 4 гектара, высота фундамента три метра. Из-за высокого фундамента для входа в основные ворота с восточной стороны построена специальная дорога — пандус.
При входе в верхней части главного портала имеется резная надпись на арабском языке: «Высший дворец Саид Мухаммад Худояр-хана». Надпись сочетается с узором на искусно оформленных дверях. Справа расположен минарет, облицованный керамическими плитками. У основания и по центру минарета выполнены майоликовые кольцевидные узоры. В первоначальном виде длина дворца составляла 138 метров, ширина — 65 метров. Дворец состоял более 100 комнат в 7 дворцах. Многие из комнат были украшены ажурной резьбой по дереву и по ганчу, позолоченными карнизами и орнаментальной росписью темперами, отлитыми из алебастра. Самыми богатыми были тронный зал и приёмная, здесь же размещались сокровищница, казначейство и арсенал. Существовал специальный зал, где хан проводил суд над гражданами ханства. Ещё во дворце были личные покои Худояр-хана и его жён. Роскошно отделанные комнаты были отведены также для его детей. Гарем располагался в одном из двориков. Маленькие комнатки были заселены многочисленными рабами-пленниками, обслуживавшими дворец.
Яркие настенные и потолочные панно украшены орнаментальными сюжетами, множеством выдержек из Корана, изречениями философов и правителей. Особенно выделяется превосходным убранством тронный зал, приёмный двор и личные покои хана и его жён: позолоченные карнизы, разные по цвету и форме расписные рисунки на стенах и резные пиктографические мотивы восточной тематики по деревянным сводам.
Дворцовый комплекс был окружён внутренними и внешними заборами. Они не сохранились, осталось только два двора и 19 комнат. Здание фасада длиною 70 метров украшено геометрическими узорами, растительными мотивами и арабесками.
В декоре дворца присутствует резьба по ганчу, роспись, выдержки из Корана по краям голубых керамических плиток. В восточной части дворца размещена большая мечеть площадью 100 на 30 метров, когда-то относившаяся к медресе.

## Галерея

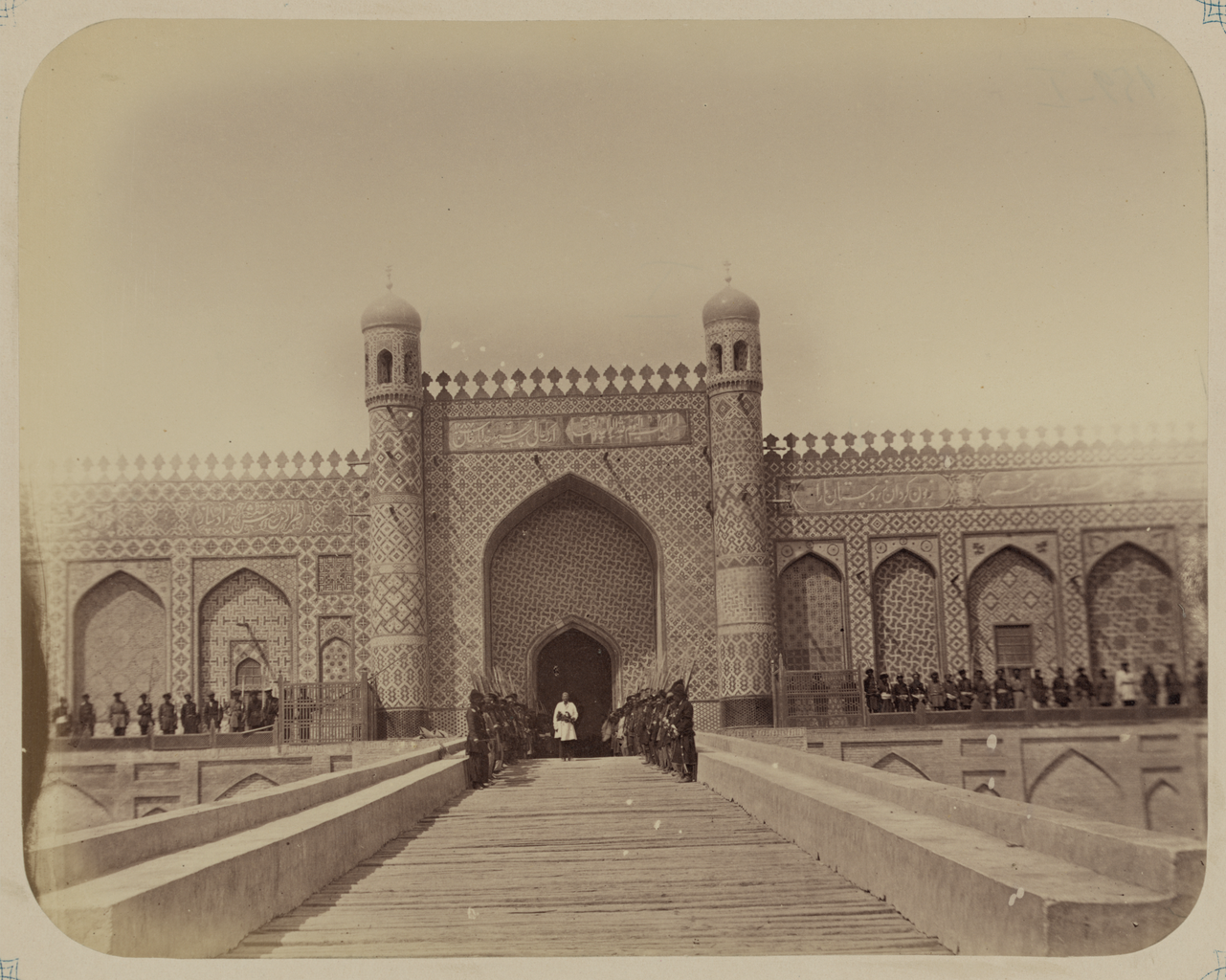
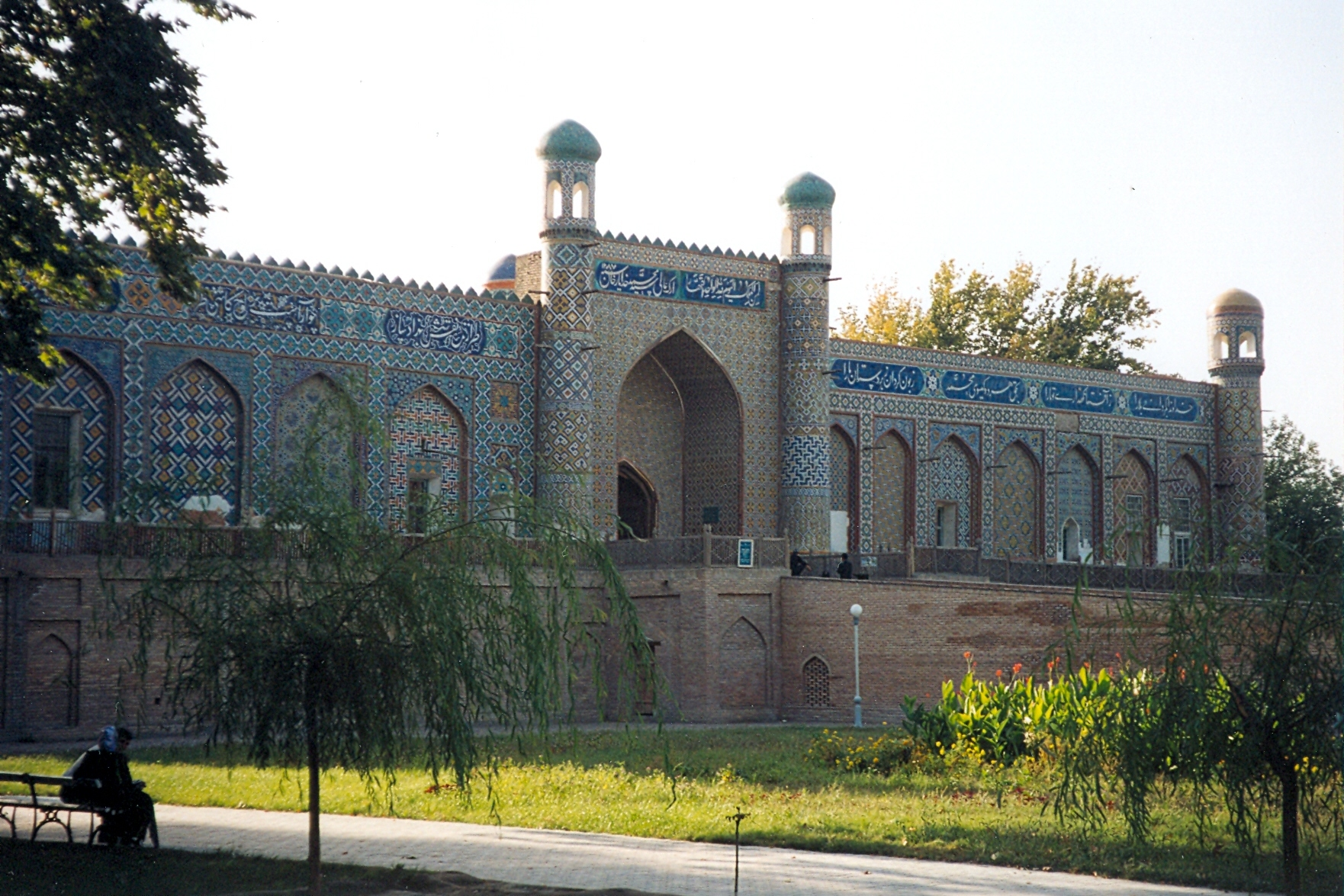
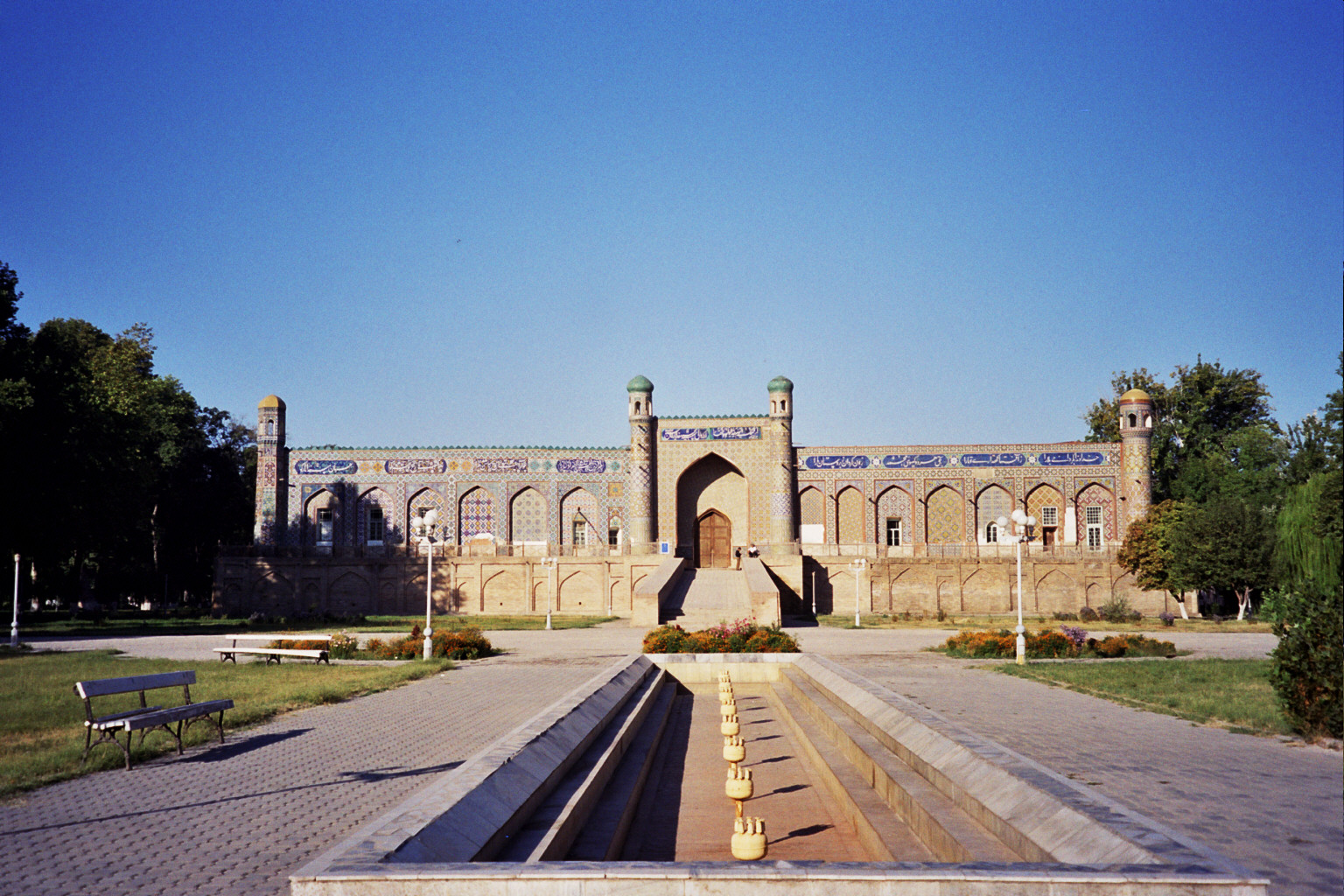
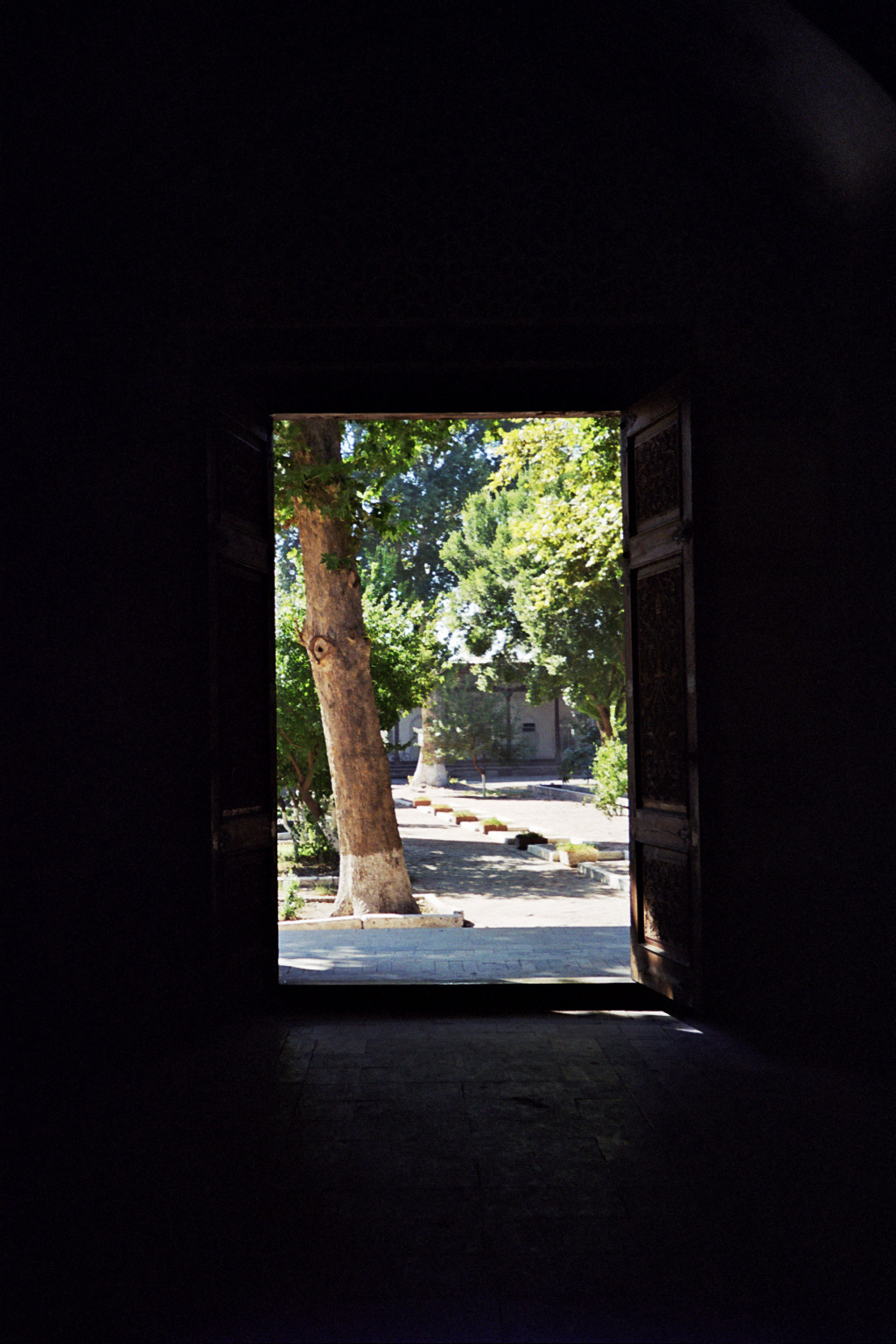
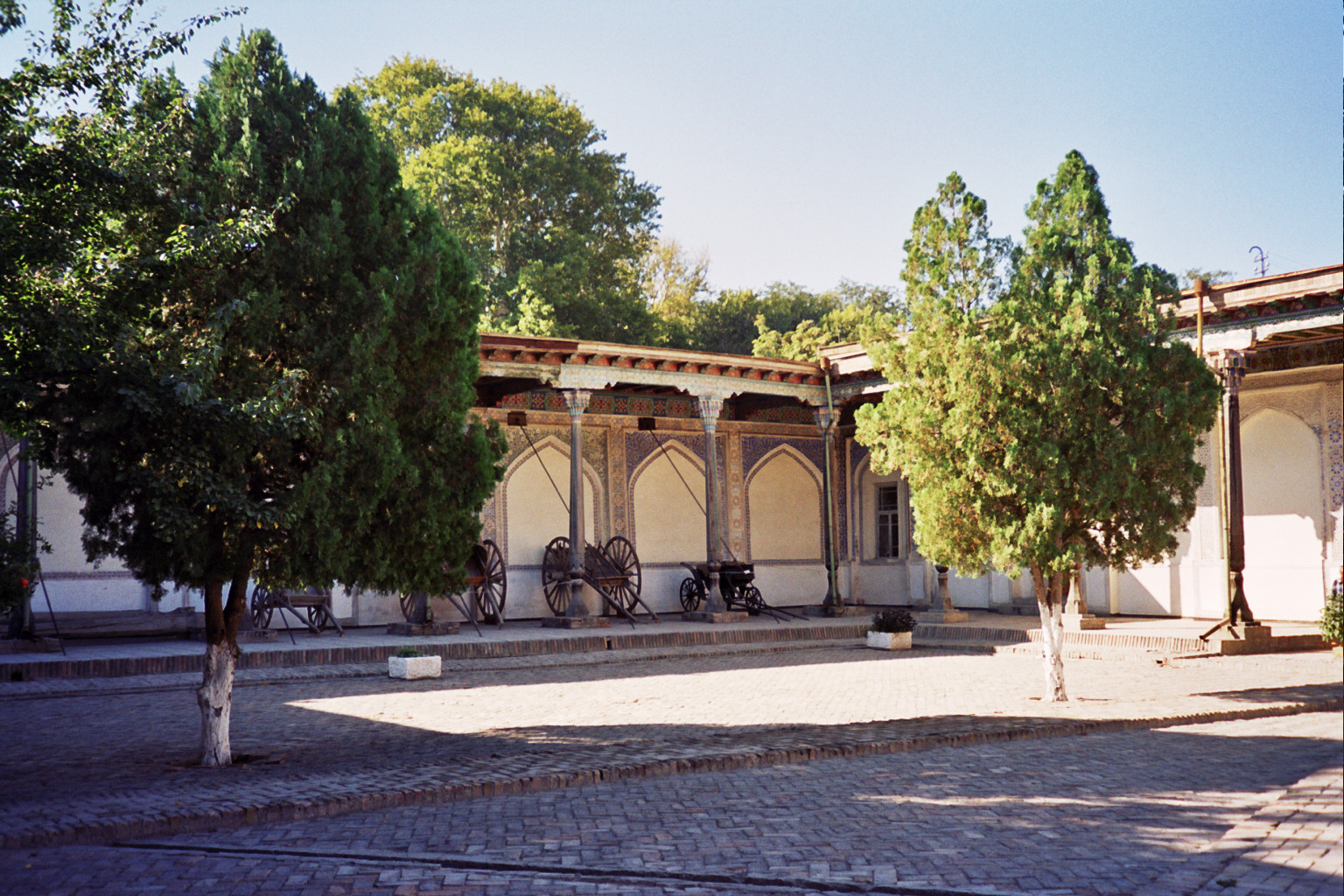
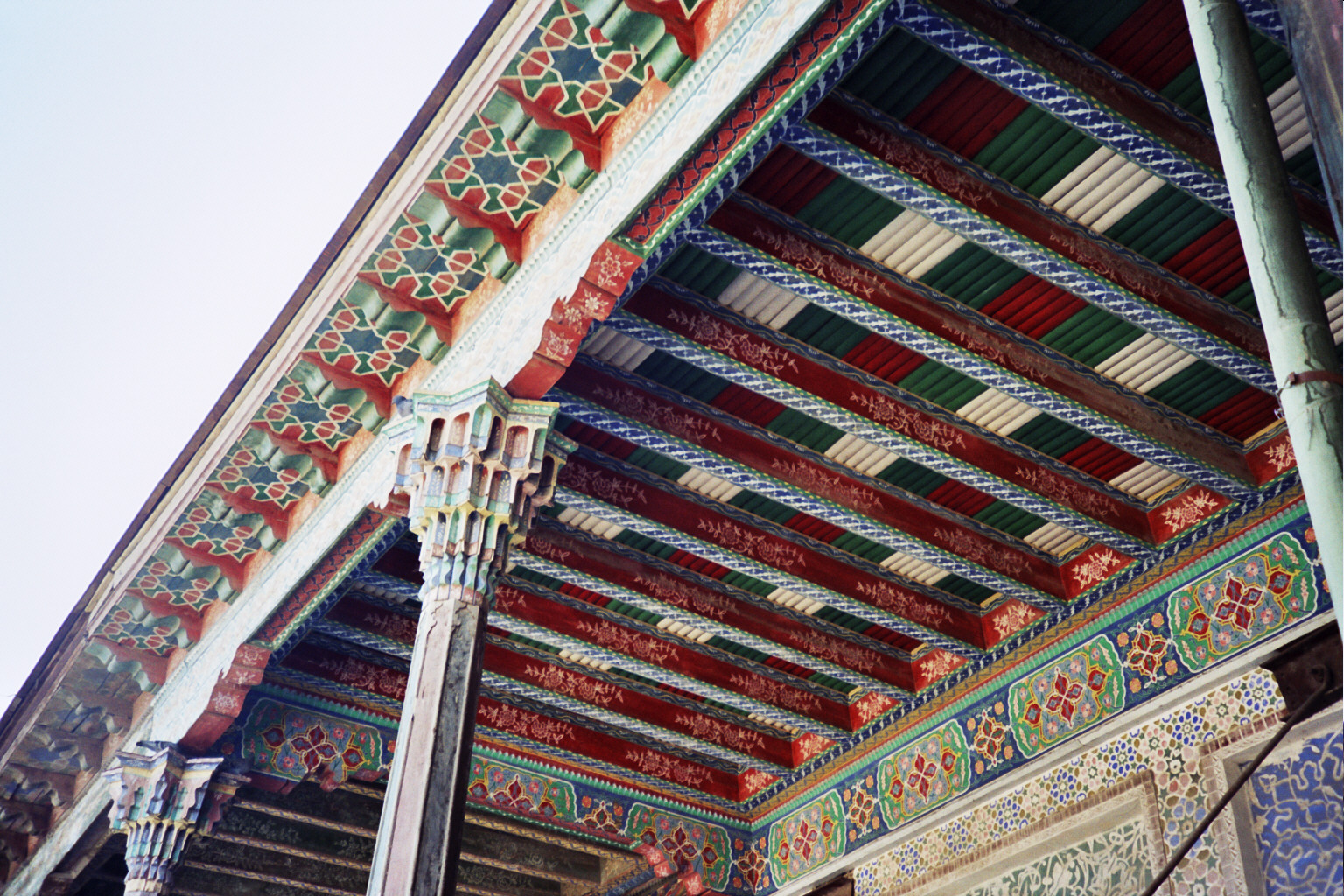
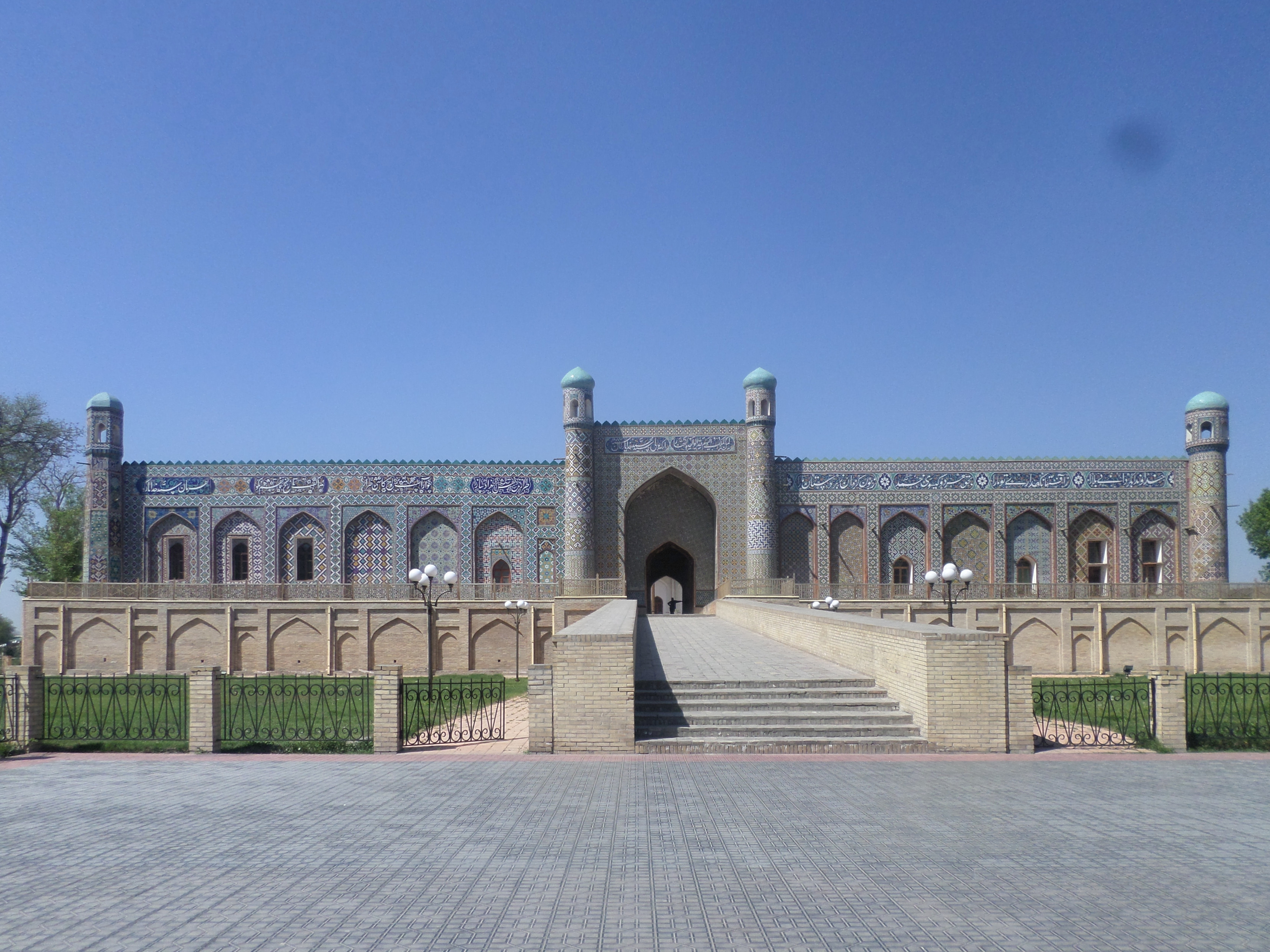
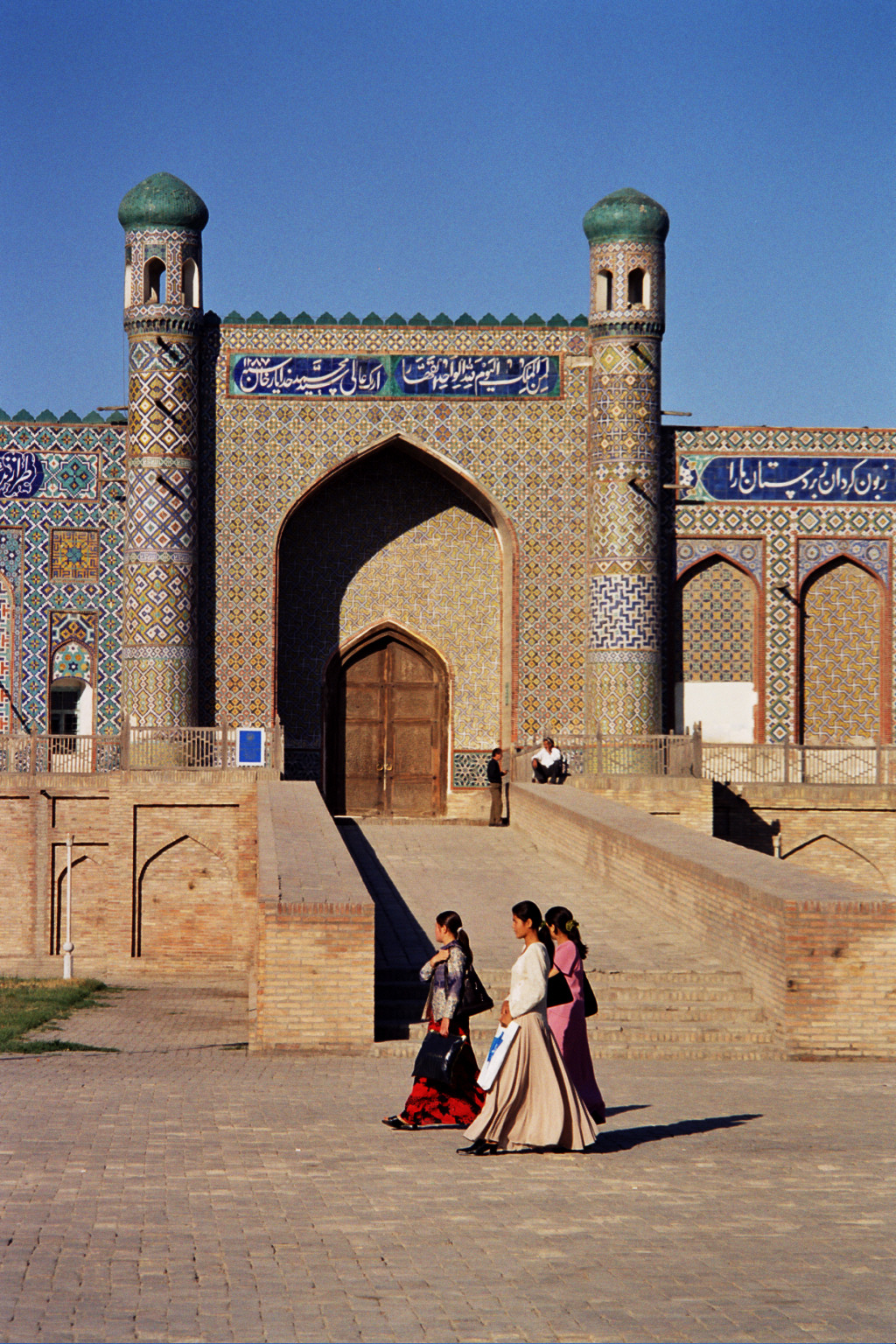
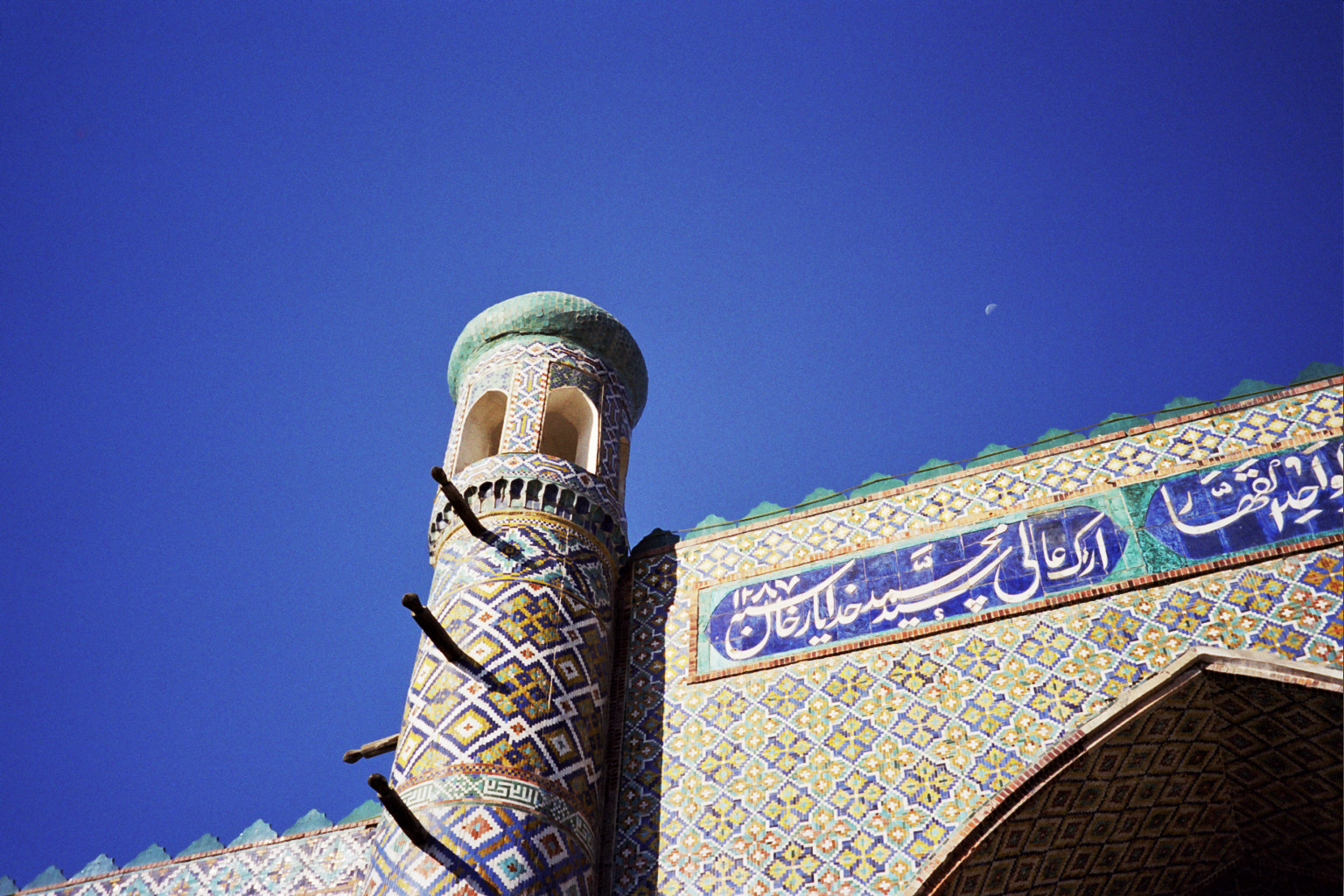
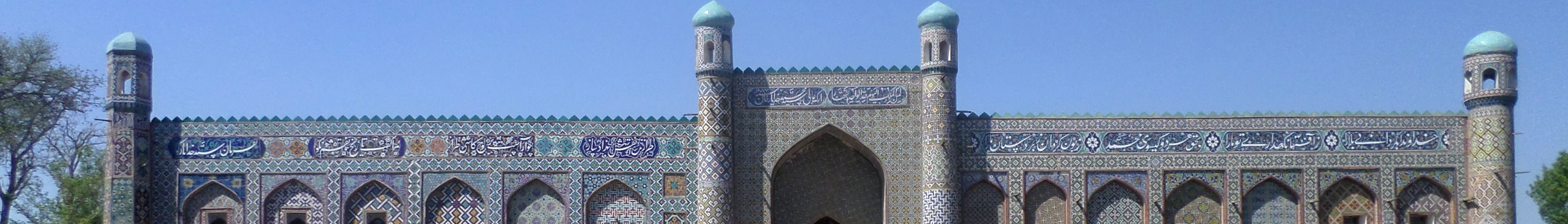